# 阿普爾比角
67°25′S 59°36′E / 67.417°S 59.600°E
阿普爾比角（英語：Point Appleby）是南極洲的海岬，位於麥克羅伯特森地，處於沃倫島以南1.5公里的威廉斯科斯比灣，在1936年2月由英國探險隊發現、繪入地圖和命名，現時由南極條約體系管理。